# Isanthrene championi
Isanthrene championi là một loài bướm đêm thuộc phân họ Arctiinae, họ Erebidae.